# Bírósági meghagyás
A bírósági meghagyás a polgári eljárási jog egyik intézménye. Lényege az, hogy amennyiben az alperes nem jelenik meg a bíróság által kitűzött tárgyaláson és védekezést sem terjeszt elő, a bíróság bírósági meghagyást bocsát ki és kötelezi az alperest a költségek viselésére.

## Hatályos szabályai
A 2016. évi CXXX. törvény a 181. §-ban rendelkezik az írásbeli ellenkérelem elmulasztásának következményéről és megállapítja, hogy amennyiben az alperes az írásbeli ellenkérelem előterjesztését elmulasztja és beszámítást tartalmazó iratot sem terjeszt elő, vagy azt a bíróság visszautasítja, a bíróság hivatalból, tárgyaláson kívül, az alperest a vele közölt kereseti kérelemnek megfelelően bírósági meghagyással kötelezi, kivéve, ha az eljárás megszüntetésének van helye.
Nem akadálya a bírósági meghagyás kibocsátásának, ha az alperes írásbeli ellenkérelmében csak a keresetet általánosságban vitató nyilatkozatot terjeszt elő, amely nem tartalmaz sem alaki védekezést, sem érdemi védekezést.
Ha a fél csak alaki védekezést terjeszt elő, a Pp. 203. § (2) bekezdésének a rendelkezéseit kell alkalmazni.
A bírósági meghagyás ellen a kézbesítéstől számított 15 napon belül bármelyik fél írásban, a meghagyást kibocsátó bíróságnál ellentmondással élhet. A törvény rendelkezéseinek megfelelően előterjesztett ellentmondás esetén a bírósági meghagyás hatályát veszti és a bíróság az eljárást a perfelvétel szabályai szerint folytatja. A bírósági meghagyás vagy annak azon része, amelyet ellentmondással nem támadtak meg, vagy amellyel szembeni ellentmondást a bíróság jogerősen visszautasította, az ellentmondásra nyitva álló határidő leteltét követő naptól kezdve jogerős.

## Története
A bírósági meghagyás jogintézményét  1973. január 1-jével iktatták be a korábbi Pp-be, amelynek a 136. § (2) bekezdése úgy rendelkezett, hogy ha az alperes elmulasztja az első tárgyalást és érdemi védekezést sem terjeszt elő, akkor a bíróság kizárólag a felperes kérelmére az idézéssel közölt kereseti kérelemnek megfelelően kötelezi az alperest a bírósági meghagyással és marasztalja őt a felperes költségeiben is.
A 2016. évi új Pp. a bírósági meghagyás kibocsátását nem a tárgyalás elmulasztásának jogkövetkezményei fejezetcím alatt határozza meg, hanem külön fejezetet szentel a bírósági meghagyás szabályozásának.